# Pararistolochia goldieana
Pararistolochia goldieana är en piprankeväxtart som först beskrevs av Joseph Dalton Hooker, och fick sitt nu gällande namn av Hutchinson & Dalziel. Pararistolochia goldieana ingår i släktet Pararistolochia och familjen piprankeväxter. Inga underarter finns listade i Catalogue of Life.